# 金属光沢

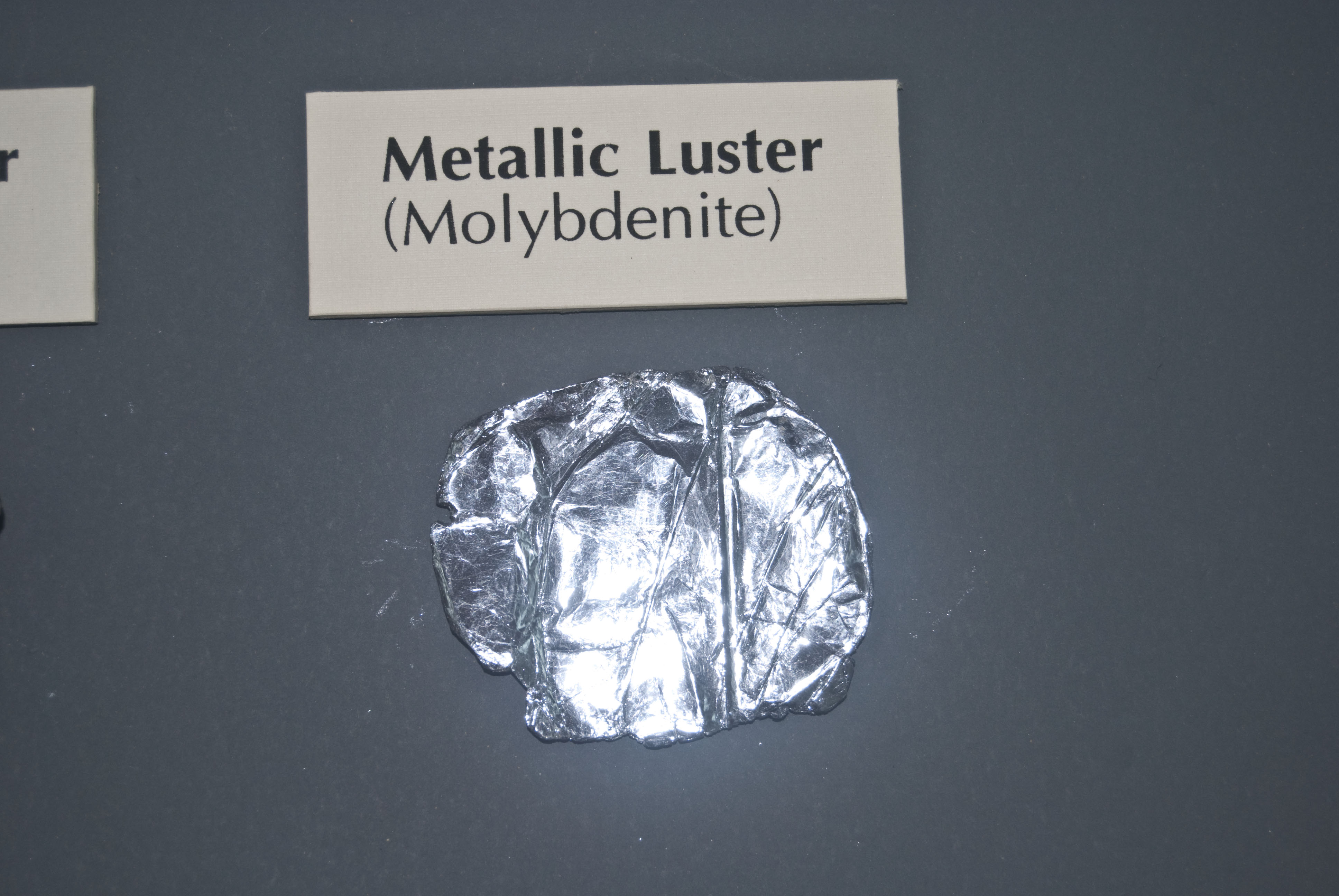
輝水鉛鉱の金属光沢

金属光沢（きんぞくこうたく、英語: metallic lustre、metallic luster）とは、金物一般に特有な、滑らかな表面に見られる光を反射する性質のことである。
金属の場合、金属光沢は金属内部の自由電子と外部から入射した光子とが相互作用して発生する。金属はその種類・構造により、自由電子群は固有のエネルギー準位バンドを有する。したがって、金属光沢の色は自由電子エネルギー準位の構成を反映したものになっている。
金属以外にも金属光沢に似た光沢を持つものがある。たとえば、有機金属は非局在化した電子を有するが、これは自由電子に近い状態で電気伝導度や金属光沢を示す。
一方、クジャクの羽やタマムシの翅の色は金属光沢に幾分似ている点があるが、原理は全く異なる。これらの構造色は光の波長よりも微細な繰り返し構造に光が反射し干渉して発生している。

## 金属光沢の視覚認知
例えば銀色はウェブカラーとしては#C0C0C0が定義されているように色としては明るい灰色だが、強い指向性のある金属光沢を持っていることで銀色だと識別できるとされている。一方、その金属光沢の性質を、人間の視覚がどう認知しているかということについては、輝度ヒストグラムの歪度や分散などによるということが近年の研究で指摘されている。